# Giambattista Palatino
Giovanni Battista Palatino (Rossano, 1515 – Napoli, 1575) è stato un letterato, calligrafo e copista italiano; un tipo di carattere molto usato in ambito informatico è stato denominato Palatino Linotype in suo onore.
Maestro della calligrafia, Giambattista Palatino è stato autore del più noto e fortunato trattato di scrittura e modelli calligrafici del Rinascimento, intitolato Libro nuovo d'imparare a scrivere, pubblicato a Roma nel 1540 per Baldassare di Francesco Cartolari e riconosciuto senza dubbio come uno dei documenti più interessanti nella cultura della comunicazione dell'età moderna.

## Biografia
Palatino è nato a Rossano, in Calabria, dove ha frequentato gli ambienti letterari, affiliandosi tra l'altro all'Accademia dei Naviganti dall'istituzione ad indirizzo prevalentemente scientifico. Da giovane si è trasferito a Roma e, nel 1538, con suo grande orgoglio, ha acquisito lo stato di cittadino romano. È stato segretario dell'Accademia dello Sdegno, a cui ha dedicato il suo Libro nuovo d'imparare a scrivere e nella quale si annoverano personaggi illustri come Claudio Tolomei e Francesco Maria Molza. A lui è attribuita l'iscrizione dell'arco centrale della Porta del Popolo in Roma.